# Scarlxrd
Marius Lucas Antonio Listhrop (nacido el 19 de junio de 1994), más conocido como Scarlxrd (pronunciado "Scarlord"), es un rapero, cantante y compositor británico. Es conocido por su estilo musical único, que combina elementos de trap y heavy metal. Anteriormente, una personalidad de YouTube, conocida como Mazzi Maz, Scarlxrd comenzó una carrera en la música como vocalista de la banda de nu metal Myth City, antes de debutar como rapero bajo su apodo, Scarlxrd.
Saltó a la fama después de que, el vídeo musical de su sencillo "Heart Attack", ganara una atención significativa, con más de 81 millones de visitas en YouTube, en septiembre de 2020. Desde entonces, ha lanzado otras canciones exitosas, como, "King, Scar", "6 Feet", "Berzerk" y "Head Gxne".

## Carrera

### 2012-2014: inicios de YouTube
Antes de comenzar su carrera musical, Listhrop, comenzó a subir vídeos a YouTube como Mazzi Maz. Su personalidad en el sitio, fue descrita como un YouTuber "alegre" y "súper sonriente", que grabó y publicó vlogs en su habitación. A menudo, colaboraba con amigos y otras personalidades de YouTube, como Sam Pepper y Caspar Lee. Desde finales de 2013, hasta mediados de 2014, Listhrop y Pepper, se embarcaron en una gira mundial de música y comedia, "WDGAF Tour". Para febrero de 2017, Listhrop, eliminó todos sus vídeos de Mazzi Maz de su canal de YouTube y, desde entonces, lo cambió a su apodo de Scarlxrd. En una entrevista de 2018, Listhrop, describió su tiempo como una personalidad de YouTube y la publicación de vídeos en el sitio, como "destructor del alma". 

### 2014-2016: Myth City
En 2014, Listhrop fundó la banda de nu metal/rap rock Myth City, en la que actuó como vocalista. Listhrop, también, describió el sonido de la banda como una fusión de música rap y grindcore. El canal de YouTube de la banda, rápidamente ganó seguidores, principalmente, fanáticos de Mazzi Maz, quienes le dieron al grupo una recepción mixta; los fans respondieron positivamente a las voces de Listhrop, pero estaban confundidos por el contraste entre el duro estilo musical de la banda y los vídeos "sonrientes" de Listhrop en YouTube. Myth City lanzó su EP debut homónimo el 28 de febrero de 2015. 

### 2016-2018: primeros álbumes y gran avance
En agosto de 2016, Scarlxrd, debutó con su nuevo apodo con el lanzamiento de "Girlfriend". El vídeo musical lo muestra desenmascarado y rapeando sobre una "pista de hip-hop tropical y húmeda". A finales de 2016, lanzó dos álbumes, su álbum homónimo (estilizado en caracteres japoneses como ス カ ー 藩主) y Rxse. Después del lanzamiento de dos álbumes más, Cabin Fever y Chaxsthexry, en abril de 2017, Scarlxrd lanzó el video de "Chain $ aw" el 31 de mayo; una semana después, lanzó el video musical de "King, Scar". El 23 de junio, publicó el video musical de "Heart Attack" y el vídeo, rápidamente, ganó popularidad; él, acredita su consistencia en lanzar videos musicales, específicamente los vídeos de "Chain $ aw" y "King, Scar", por el aumento de popularidad del vídeo. El 29 de septiembre, lanzó su quinto álbum de estudio, Lxrdszn. “King, Scar” también se lanzó como kit de música en Counter-Strike: Global Offensive.
En febrero de 2018, se anunció que Scarlxrd actuaría en los festivales de Reading y Leeds de 2018. En abril, se reveló que aparecería en el segundo álbum de estudio de Carnage, Battered Bruised & Bloody, lanzado el 13 de abril; Scarlxrd actuó en la canción "Up Nxw". El 4 de mayo, lanzó su sexto álbum de estudio y debut en el sello principal Dxxm a través de Island Records. 

### 2018-2020: lanzamientos continuos en sellos principales
Después de lanzar sencillos desde mediados de 2018, hasta principios de 2019, en previsión de un próximo álbum, que incluye "Hxw They Judge", "Berzerk", "Sx Sad" y "Head Gxne", Scarlxrd anunció su séptimo álbum de estudio, Infinity, que fue lanzado el 15 de marzo de 2019. Fue nominado en Kerrang! al Premios al mejor álbum británico de 2019. Más tarde, ese año, "The Purge" apareció en la primera temporada de la serie de televisión de HBO Euphoria. Scarlxrd lanzó su segundo álbum de 2019, titulado Immxrtalisatixn, el 4 de octubre. Lanzó su tercer álbum de estudio de 2019, el 13 de diciembre, titulado Acquired Taste Vxl 1. El 19 de diciembre, "I Can Dx What I Want" fue anunciado como el tema principal del evento WWE NXT UK, NXT UK TakeOver: Blackpool II.

### 2021-presente: lanzamientos independientes
El 14 de enero de 2021, Scarlxrd lanzó "Let the Wxrld Burn", el primer sencillo de su álbum DXXM II, a través de su sello independiente, Lxrd Records, marcando su primer lanzamiento desde su salida de Island Records. El 5 de febrero de 2021, Scarlxrd, lanzó su duodécimo álbum de estudio, DXXM II, una secuela de su proyecto de 2018, DXXM. 

## Discografía

### Álbumes de estudio
| Título                 | Detalles del álbum                                                                                                  | Posición en las listas |
| Título                 | Detalles del álbum                                                                                                  | BG                     |
| ---------------------- | --- | ---------------------- |
| スカー藩主             | - Lanzado: 21 de octubre de 2016 - Sello: Lxrd Records - Formato: Descarga de música                                | —                      |
| Rxse                   | - Lanzado: 9 de diciembre de 2016 - Sello: Lxrd Records - Formato: Descarga de música                               | —                      |
| Cabin Fever            | - Lanzado: 1 de abril de 2017 - Sello: Lxrd Records - Formato: Descarga de música                                   | —                      |
| Chaxsthexry            | - Lanzado: 1 de abril de 2017 - Sello: Lxrd Records - Formato: Descarga de música                                   | —                      |
| Lxrdszn                | - Lanzado: 29 de septiembre de 2017 - Sello: Lxrd Records - Formato: Descarga de música                             | —                      |
| Dxxm                   | - Released: 4 de mayo de 2018 - Label: Island Records, Lxrd Records - Formato: CD, LP, Casete, Descarga de música   | 180                    |
| Infinity               | - Lanzado: 15 de marzo de 2019 - Sello: Island Records, Lxrd Records - Formato: CD, LP, Casete, Descarga de música  | 163                    |
| Immxrtalisatixn        | - Lanzado: 4 de octubre de 2019 - Sello: Island Records, Lxrd Records - Formato: CD, LP, Casete, Descarga de música | —                      |
| Acquired Taste: Vxl. 1 | - Lanzado: 13 de diciembre de 2019 - Sello: Island Records, Lxrd Records - Formato: Descarga de música              | —                      |
| Scarhxurs              | - Lanzado: 28 de febrero de 2020 - Sello: Lxrd Records - Formato: Descarga de música                                | —                      |
| Fantasy Vxid           | - Lanzado: 12 de junio de 2020 - Sello: Island Records, Lxrd Records - Formato: Descarga de música                  | —                      |
| Dxxm II                | - Lanzado: 5 de febrero de 2021 - Sello: Lxrd Records - Formato: Descarga de música                                 | —                      |
| DeadRising             | - Lanzado: 29 de octubre de 2021 - Sello: Lxrd Records, TuneCore - Formato: Descarga de música                      | —                      |
| Acquired Taste: Vxl. 2 | - Lanzado: 13 de mayo de 2022 - Sello: Lxrd Records, TuneCore - Formato: Descarga de música                         | —                      |

### Reproducciones extendidas
- Thrxwaways As Prxmised  (2019)[14]
- FantasyVxid; Intrx (2020)[15]
- FantasyVxid; Spring (2020)
- FantasyVxid; Autumn (2020)
- FantasyVxid; Winter (2020)
- FantasyVxid; Summer (2020)
- Scarlxrd & Ghostemane - LXRDMAGE (2021)
- Atv2. Act I: Genesis (2022)
- Atv2. Act II: Severance (2022)
- Atv2. Act III: Cxnflict (2022)
- Atv2. Act IV: Prxmise (2022)
- Lxlwut? (2022)

### Otros lanzamientos
| Título        | Año  |
| ------------- | ---- |
| "Annx Dxmini" | 2016 |
| "HEAVEN FIRE" | 2019 |
| "練習"        | 2021 |

### Apariciones de invitados
| Título                                                                                           | Año  | Álbum                 |
| ------------------------------------------------------------------------------------------------ | ---- | --------------------- |
| "No/Way" (Zoda con Scarlxrd y King OM)                                                           | 2016 | N/A                   |
| "Dead Desert" (Trippie Redd con Scarlxrd y ZillaKami)                                            | 2021 | Neon Shark vs Pegasus |
| "PYRO (Remix)" (Killy con Scarlxrd)                                                              | 2021 | KILLSTREAK 2          |
| "Mercury: Retrograde (Remix)" (Ghostemane con Issa Gold, Ho99o9, Angel Du$t, Scarlxrd y Juicy J) | 2022 | N/A                   |
| "MISA MISA" (Corpse Husband con Scarlxrd)                                                        | 2022 | N/A                   |
| "HEAVE" (Marauda con Scarlxrd)                                                                   | 2022 | N/A                   |
| "MISS ME?" (KordHell con Scarlxrd)                                                               | 2022 | N/A                   |

### Sencillos
| Título                  | Año  |
| ----------------------- | ---- |
| Girlfriend              | 2016 |
| Wednesday               | 2016 |
| Stunt Xn Em             | 2016 |
| For the I8              | 2016 |
| All Talk                | 2016 |
| Ghxst Lips              | 2016 |
| Need Sxme Mxre          | 2017 |
| Glx Up                  | 2017 |
| Drip Xn a B!Tch         | 2017 |
| Imnxtamess              | 2017 |
| 6 Feet                  | 2017 |
| The Purge               | 2017 |
| Bands                   | 2018 |
| HXW THEY JUDGE          | 2018 |
| TELL ME YXU LXVE ME     | 2018 |
| I NEED SPACE            | 2018 |
| MAD MAN                 | 2018 |
| BERZERK                 | 2018 |
| EVERYTHING IS FINE      | 2018 |
| PARANXID                | 2018 |
| 0000.SICK.              | 2018 |
| GXING THE DISTANCE      | 2019 |
| BACKWARDS               | 2019 |
| Let the Wxrld Burn      | 2021 |
| Red Light               | 2021 |
| Evil Egx                | 2021 |
| Dxing Me.               | 2021 |
| Mxrbid.                 | 2021 |
| Hate Me Then.           | 2021 |
| Wake up!                | 2021 |
| Earache.                | 2021 |
| Real Talk.              | 2021 |
| False Hxpe.             | 2021 |
| Yxu Knxw What I'm Like. | 2021 |
| Grind.                  | 2021 |
| Twx Txne.               | 2021 |
| Bible Black             | 2021 |
| Yujirx's Theme          | 2021 |